# موريهيه أويشيبا
موريهيه أويشيبا (باليابانية: 植芝 盛平 أويشيبا موريهيه) ولد في 14 ديسمبر سنة 1883 في محافظة واكاياما اليابانية وتوفي سنة 1969 في 26 أبريل في إيواما، من محافظة إيباراكي. يعتبر مؤسس الأيكيدو. وهو يحمل لقب أوسينسيه (大先生) أي المعلم الكبير أو كايسو (開祖) أي المؤسس.
وقد قال بأنه ساهم مع «كانو جيغورو» و«غيشين جيناكوشي» في المحافظة على المعرفة للتهديد من جانب النسيان في المجتمع الياباني.
وقد وجد في الفنون القتالية واحدة من الدوافع الرئيسية لدعم السلام حيث عمل على إتاحة تعليمها للجميع على أساس إنكار العنف. كما كان مؤمنا بعواطفه ومن أتباع طائفة الشنتو أحد الديانات اليابانية التي تركت أثرا كبيرا في التفكير الياباني.

## بداية حياته
ولد موريهيه أويشيبا في تانابه، محافظة واكاياما في 14 ديسمبر 1883. وكان الصبي الوحيد لعائلة إقطاعية غنية. شجعه والده في صغره على تعلم السومو والسباحة.
تدرب أويشيبا على العديد من فنون القتال اليابانية التقليدية في شبابه مثل ياغيو شينغان ريو في أثناء خدمته العسكرية. كما تدرب على طراز تينجين شينيو ريو لفترة قصيرة في عام 1901 في طوكيو.

## روابط خارجية
- موريهيه أويشيبا على موقع الموسوعة البريطانية (الإنجليزية)

- aikido journal